# Drei-Objekt-Grenze
Die Drei-Objekt-Grenze wurde vom Bundesfinanzhof zur Abgrenzung von steuerfreien Erträgen privater Vermögensverwaltung und steuerpflichtigen Einkünften aus Gewerbebetrieb (§ 15 EStG) entwickelt. Sie besagt, dass ein gewerblicher Grundstückshandel – und keine private Vermögensverwaltung –  regelmäßig vorliegt, wenn ein Grundstückseigentümer innerhalb von fünf Jahren mehr als drei „Objekte“ in zeitlicher Nähe zu deren Anschaffung, Herstellung oder grundlegender Modernisierung verkauft. Diese Regelung ist nicht über ein Gesetz, sondern durch ein Rundschreiben des Bundesministeriums der Finanzen näher spezifiziert. Die Gewinne aus dem Verkauf führen zu gewerblichen Einkünften. Je nach Höhe des Gewinns setzt das Finanzamt nicht nur Einkommensteuer, sondern auch die Gemeinde Gewerbesteuer fest.
Besonderheiten gelten bei langjährigem Vorbesitz und Rechtsnachfolge:
- Werden bebaut erworbene Grundstücke veräußert, die der Veräußerer mindestens zehn Jahre durch Vermietung oder für eigene Wohnzwecke nutzte, ist dies unabhängig von der Zahl der veräußerten Objekte noch private Vermögensverwaltung.
- Die Veräußerung ererbten Grundbesitzes wird grundsätzlich von der Drei-Objekt-Grenze nicht erfasst.

Bei Unterschreiten der Drei-Objekt-Grenze ist nur ein eventueller Spekulationsgewinn nach § 23 Abs. 1 Nr. 1 EStG bei einer Grundstücksveräußerung innerhalb der Zehnjahresfrist zu versteuern.